# Spain Masters
Das Spain Masters ist eine offene internationale Meisterschaft von Spanien im Badminton. Es wurde erstmals 2018 ausgetragen.

## Sieger
| Saison | Herreneinzel      | Dameneinzel              | Herrendoppel                                        | Damendoppel                                   | Mixed                                  |
| ------ | ----------------- | ------------------------ | --------------------------------------------------- | --------------------------------------------- | -------------------------------------- |
| 2018   | Rasmus Gemke      | Minatsu Mitani           | Kim Gi-jung Lee Yong-dae                            | Mayu Matsumoto Wakana Nagahara                | Niclas Nøhr Sara Thygesen              |
| 2019   | Viktor Axelsen    | Mia Blichfeldt           | Lee Yang Wang Chi-lin                               | Kim So-young Kong Hee-yong                    | Seo Seung-jae Chae Yoo-jung            |
| 2020   | Viktor Axelsen    | Pornpawee Chochuwong     | Kim Astrup Anders Skaarup Rasmussen                 | Greysia Polii Apriyani Rahayu                 | Kim Sa-rang Kim Ha-na                  |
| 2021   | Toma Junior Popov | Putri Kusuma Wardani     | Pramudya Kusumawardana Yeremia Rambitan             | Yulfira Barkah Febby Valencia Dwijayanti Gani | Rinov Rivaldy Pitha Haningtyas Mentari |
| 2022   | abgesagt          | abgesagt                 | abgesagt                                            | abgesagt                                      | abgesagt                               |
| 2023   | Kenta Nishimoto   | Gregoria Mariska Tunjung | He Jiting Zhou Haodong                              | Liu Shengshu Tan Ning                         | Mathias Christiansen Alexandra Bøje    |
| 2024   | Loh Kean Yew      | Ratchanok Intanon        | Sabar Karyaman Gutama Mohamed Reza Pahlevi Isfahani | Rin Iwanaga Kie Nakanishi                     | Rinov Rivaldy Pitha Haningtyas Mentari |
| 2025   | abgesagt          | abgesagt                 | abgesagt                                            | abgesagt                                      | abgesagt                               |